# História de um Caramelo
História de um Caramelo é um curta metragem de animação 3D portuguesa de 2007, realizada por Pedro Mota Teixeira e produzida pela Cinemate.

## Sinopse
Adaptação de um conto original de Rita Serra, intitulado "O Caramelo". É a história de um particular caramelo que sofre as amarguras da vida, pois passa os dias numa abandonada bomba de gasolina no meio do Alentejo dos anos 60, até ao dia em que a sua data de validade de consumo expira. O filme contou com o apoio do ICA (Instituto do Cinema e Audiovisual Português) para o desenvolvimento de curta-metragens.
Entrevista ao autor: https://vimeo.com/28379485
Página Oficial:https://vimeo.com/31082182

## Ficha técnica
- Realizador: Pedro Mota Teixeira
- Argumento: Pedro Mota Teixeira
- Adaptado do texto Original: Rita Serra
- Fotografia: Pedro Mota Teixeira
- Storyboard: Pedro Mota Teixeira
- Montagem: Luís Grifu
- Música: João Soares, Luís Grifu, Nuno Tavanez, Pedro Ferreira, Quarteto Melax
- Som: João Soares, Luís Grifu, Miguel Sotto Mayor, Pedro Ferreira, Cinemate
- Direção de Animação: Pedro Mota Teixeira
- Direção de Arte e Character Design: Pedro Mota Teixeira
- Animação: Luís Félix, Luís Grifu, Pedro Mota Teixeira, Rui Ricardo, Vítor Marques
- Vozes: Eduardo Madeira, Fernando Rocha[1], Francisco Menezes, Nilton, Serafim, Sónia Barbosa, António Feio
- Produtora: Ana Costa
- Produtores Executivos: Ilídio Moreira e Alexandre Sines

## Festivais
- 2007 - Animatu - Festival de Cinema de Animação Digital (Beja, Portugal).
- 2008 - Animará - Festival Internacional de Cinema e Animação de Sabará (Brasil).
- 2008 - Marché du Film Court - Festival International du Court Métrage de Clermont-Ferrand (França).
- 2008 - Festibérico - Festival de Cinema Português e Espanhol (Holanda).[2]
- 2009 - 1º Prémio melhor filme de animação - Caminhos do Cinema Português  (Portugal).